# Medaglia Commemorativa della Consulta Nazionale
La Medaglia Commemorativa della Consulta Nazionale fu istituita dal Decreto Legislativo Presidenziale n° 20 del 24.06.1946, ratificato dalla Legge n° 561 del 17.04.1956.
Alla medaglia avevano diritto tutti i Consultori della Consulta Nazionale, istutuita con Decreto Legislativo Luogotenenziale n° 146 del 05.04.1945, e tutti i Membri dei Governi dei cd. Governi del Comitato di Liberazione Nazionale del Periodo Costituzionale Transitorio, costituiti dopo la Liberazione di Roma (5 giugno 1944) fino alla fine della Consulta Nazionale (1º giugno 1946).

## Criteri di eleggibilità
La medaglia fu consegnata a:
- 430 Consultori della Consulta Nazionale;

nonché alle persone previste dall'ultimo Comma dell'Art. 1 del Decreto Legislativo Luogotenenziale n° 168 del 30 aprile 1945, e dall'ultimo Comma dell'Art. 5 del Decreto Legislativo Luogotenenziale n° 527 del 31 agosto 1945 che non sono state nominate Consultori per l'incompatibilità prevista dall'Art. 3 del Decreto Legislativo Luogotenenziale n° 539 del 31 luglio 1945:
- 39 Ministri e 52 Sottosegretari dei Governi italiani costituiti dopo la Liberazione di Roma (5 giugno 1944) fino alla fine della Consulta Nazionale (1º giugno 1946):
  - (18 giugno 1944-26 novembre 1944) Governo Bonomi II: 20 Ministri, 18 Sottosegretari;
  - (12 dicembre 1944-12 giugno 1945) Governo Bonomi III: 5 Ministri, 15 Sottosegretari;
  - (21 giugno 1945-24 novembre 1945) Governo Parri: 10 Ministri, 15 Sottosegretari;
  - (10 dicembre 1945-1° luglio 1946) Governo De Gasperi I: 4 Ministri, 4 Sottosegretari;
- 5 Alti Commissari che potevano partecipare al Consiglio dei Ministri:
  - (10 dicembre 1945-1° luglio 1946) Governo De Gasperi I: 5 Alti Commissari;
- 2 Presidenti del Comitato di Liberazione Nazionale Alta Italia.

## Insegne

### Medaglia
La medaglia commemorativa era in Classe Unica coniata in bronzo, con appiccagnolo, e recava:
sul rectol'effigie della testa dell'Italia turrita di profilo guardante a destra, contornata dalla dicitura «CONSVLTA NAZIONALE» (in alto, concava) e «25 SETT.945-1 GIVG.946» (in basso, convessa);
sul versoin caratteri maiuscoli su 2 righe orizzontali centrate, incisa la dicitura «COGNOME / NOME» del decorato.

### Nastro
Il nastro, ed il relativo nastrino, era tricolore.